# مقاطعة أوكانوغان (واشنطن)
مقاطعة أوكانوغان (بالإنجليزية: Okanogan County)‏ هي إحدى مقاطعات ولاية واشنطن في الولايات المتحدة الأمريكية.